# Ohmella libidinosa
Ohmella libidinosa is een kameelhalsvliegensoort uit de familie van de Raphidiidae. De soort komt voor in Spanje.
Ohmella libidinosa werd voor het eerst wetenschappelijk beschreven door H. Aspöck & U. Aspöck in 1971.